# Liste der Monuments historiques in Saulces-Champenoises
Die Liste der Monuments historiques in Saulces-Champenoises führt die Monuments historiques in der französischen Gemeinde Saulces-Champenoises auf.

## Liste der Immobilien
| Bezeichnung                   | Beschreibung           | Standort               | Kennzeichnung | Schutzstatus | Datum | Bild           |
| ----------------------------- | ---------------------- | ---------------------- | ------------- | ------------ | ----- | -------------- |
| Kirche St-Crépin-St-Crépinien | ab dem 12. Jahrhundert | Rue de l’Abbaye (Lage) | PA00078511    | Inscrit      | 1930  | weitere Bilder |